# White Township (comté de Benton, Missouri)
White Township est un township du comté de Benton dans le Missouri, aux États-Unis,. Fondé le 12 novembre 1838, il est baptisé en référence à William White, un pionnier et juge du comté.

## Source de la traduction
- (en) Cet article est partiellement ou en totalité issu de l’article de Wikipédia en anglais intitulé « White Township, Benton County, Missouri » (voir la liste des auteurs).